# Bric di Conoia
Il Bric di Conoia (2521 m s.l.m.), anche chiamato Bric di Conolia o Bric di Conoja, è un monte delle Alpi Liguri nella sottosezione delle Alpi del Marguareis.

## Etimologia
Il monte era un tempo denominato Pizzo di Cornia o Pizzo Conolia; il secondo toponimo è presumibilmente derivato dal primo. Nel dialetto locale la montagna è chiamata Piz d'Cunùi.

## Caratteristiche

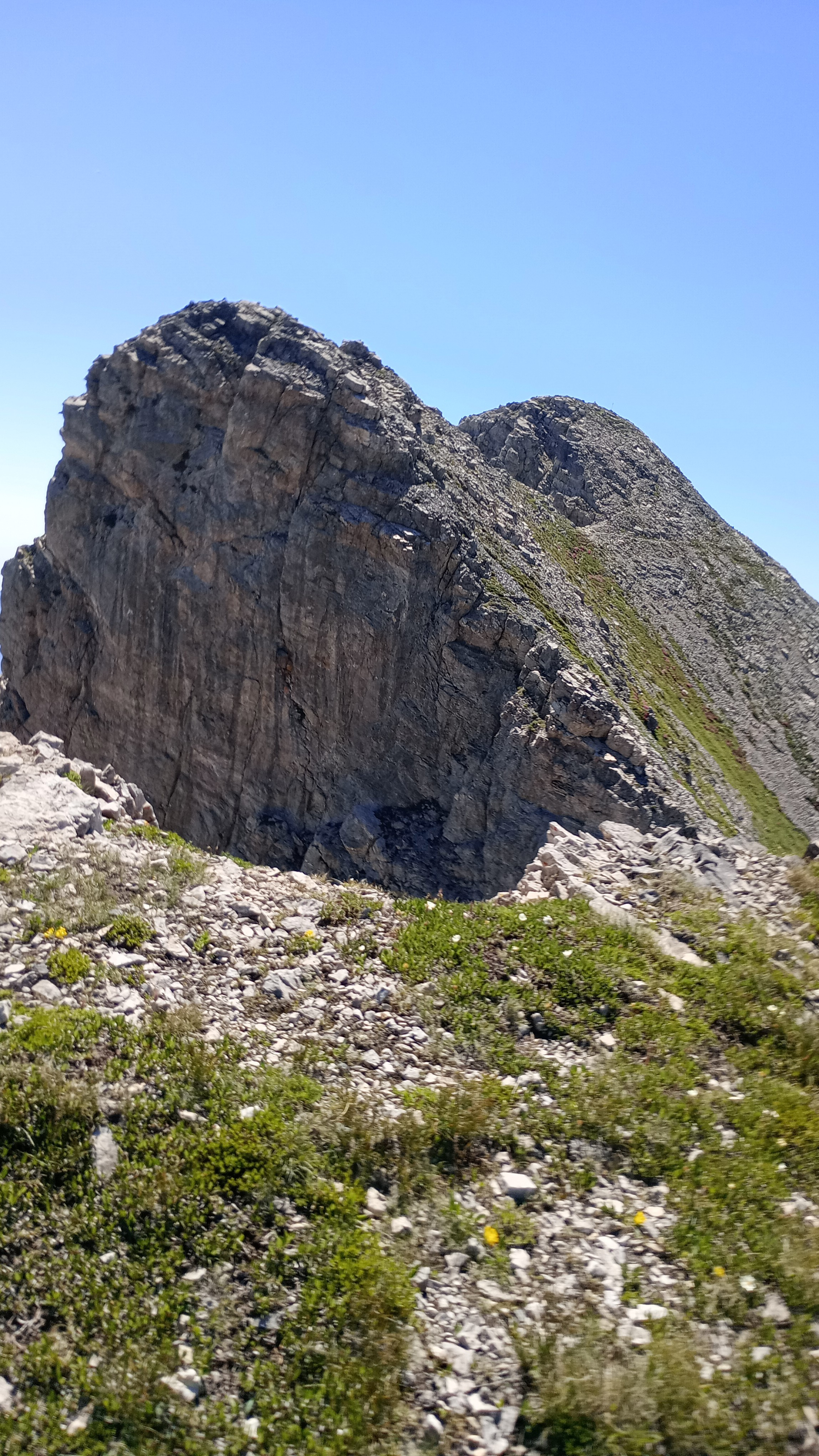
Vista da nord-ovest

La montagna fa parte dello spartiacque tra Val Corsaglia (a nord) e alta Val Tanaro. Verso est il Bocchin del Bianco (2380 m) la separa dalla Cima delle Roccate, mentre ad ovest lo spartiacque perde quota fino ad una sella senza nome sulla cartografia ufficiale, nei pressi della quale si trova la grande dolina Il Profondo. Il crinale risale poi al Monte Rotondo, ad ovest del quale si trovano il Bocchin dell'Aseo e il Monte Mongioie. Poco a nord del Bric Conoia si trova il Lago Raschera, dal quale nasce uno dei rami sorgentizi del torrente Corsaglia. L'elevazione principale è preceduta ad ovest da alcune anticime; la montagna presenta pendii ripidi ma relativamente regolari verso la Val Tanaro, mentre è caratterizzata da alte pareti verticali affacciate sulla Val Corsaglia. Il punto culminante è segnalato da una croce di vetta metallica. La prominenza topografica è di 228 m. Nella SOIUSA dà il nome al sottogruppo alpino Costiera Bric di Conolia - Pizzo d'Ormea. Amministrativamente il Bric Conoia si trova in Piemonte e fa parte del territorio comunale di Ormea. Dalla sua cima si gode di un vasto panorama sulle montagne circostanti e la vista si spinge fino al Mar Ligure.

## Geologia
Le rocce che costituiscono il Bric di Conoia sono di natura cristallina e fanno parte di una serie di origine mesozoica. Tettonicamente rappresentano il lembo più orientale di una sinclinale del complesso stratigrafico che costituisce il vicino Monte Mongioie.

## Salita alla vetta

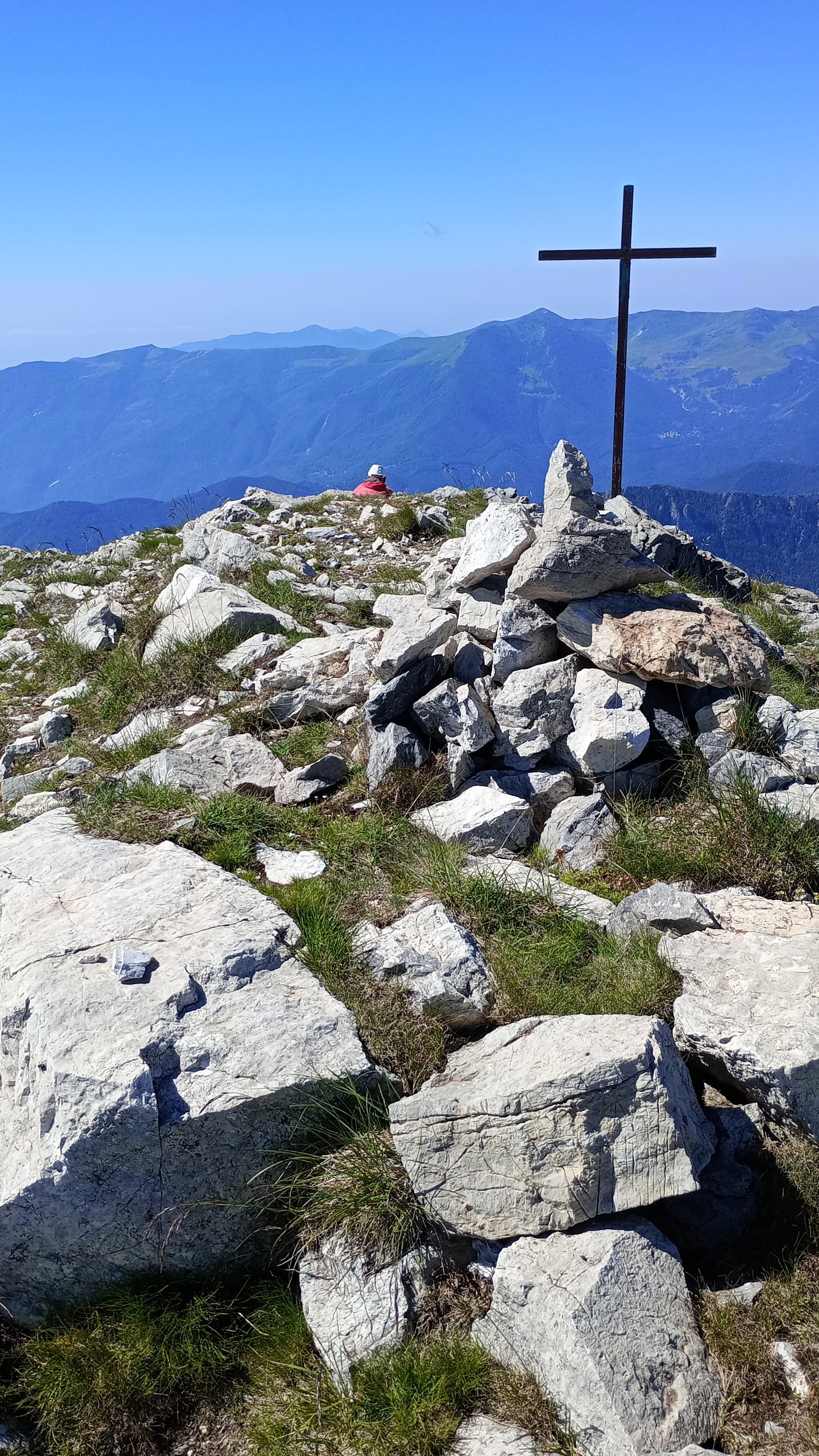
La croce di vetta

### Accesso estivo
La cima della montagna si può raggiungere per cresta sia dal Bocchin del Bianco sia dal Bocchin dell'Aseo. Si tratta di percorsi di tipo escursionistico segnalati da ometti in pietrame e vecchi bolli di vernice, adatti a camminatori ben allenati. Durante l'estate anche nelle belle giornate è abbastanza comune la presenza di foschia, ma si possono ammirare bellissime fioriture.

### Accesso invernale
Il Bric di Conoia è meta di alcuni percorsi scialpinistici, che partono da località diverse; in particolare lo si può raggiungere per il versante nord-orientale con un percorso di difficoltà PD.

## Punti di appoggio
- Bivacco Franco Cavarero, in val Corsaglia.
- Rifugio Mongioie, in Val Tanaro
- Rifugio Valcaira, in Val Tanaro[14]

### Cartografia
- Cartografia ufficiale italiana in scala 1:25.000 e 1:100.000, Istituto Geografico Militare.
- Carta dei sentieri e stradale scala 1:25.000 n. 16 Val Vermenagna, Valle Pesio, Alta Valle Ellero, Ciriè, Fraternali editore.
- Carta in scala 1:50.000 n. 8 Alpi Marittime e Liguri, Torino, Istituto Geografico Centrale.

Panorama

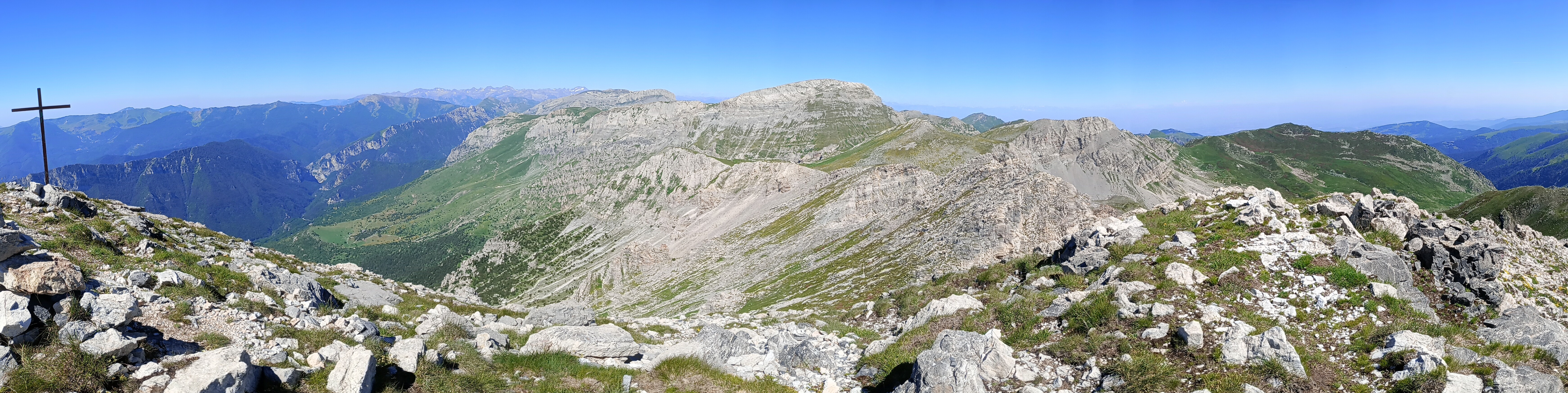
Vista verso nord-ovest, al centro il Mongioie
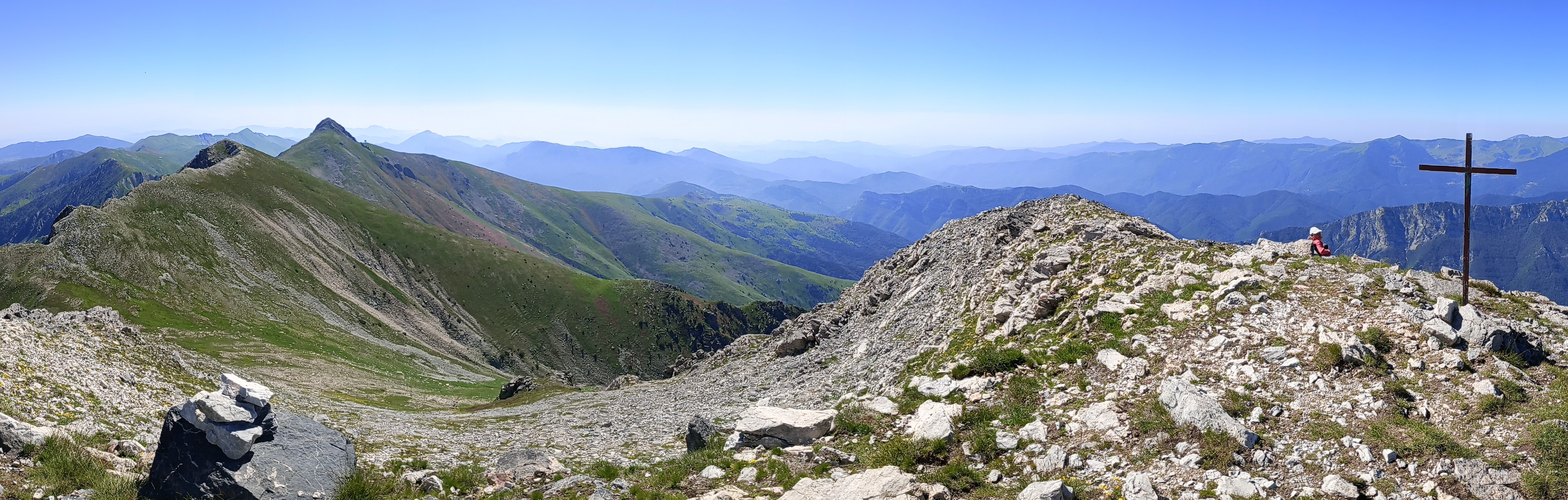
Vista verso sud-est, con il Pizzo d'Ormea